# Total loss (Snollebollekes & Gerard Joling)
Total loss is een lied van de Nederlandse feestact Snollebollekes en zanger Gerard Joling. Het werd in 2019 als single uitgebracht. 

## Achtergrond
Total loss is geschreven door Maurice Huismans en Jurjen Gofers. Het is lied dat gezien kan worden als carnavalskraker. Het is een lied dat gaat over feesten tot zolang het kan. Het lied samplet het kinderlied En we gaan nog niet naar huis. Het lied werd naamgever van het festival van Snollebollekes, dat in 2022 voor het eerst werd gehouden. Een maand na het origineel, werd door Dr. Rude een officiële remix uitgebracht.

## Hitnoteringen
De artiesten hadden weinig succes met het lied in de hitlijsten van Nederland. Het had geen notering in de Single Top 100 en ook de Top 40 werd niet bereikt; het lied bleef steken op de vijftiende plaats van de Tipparade.